# Friedhof Somei

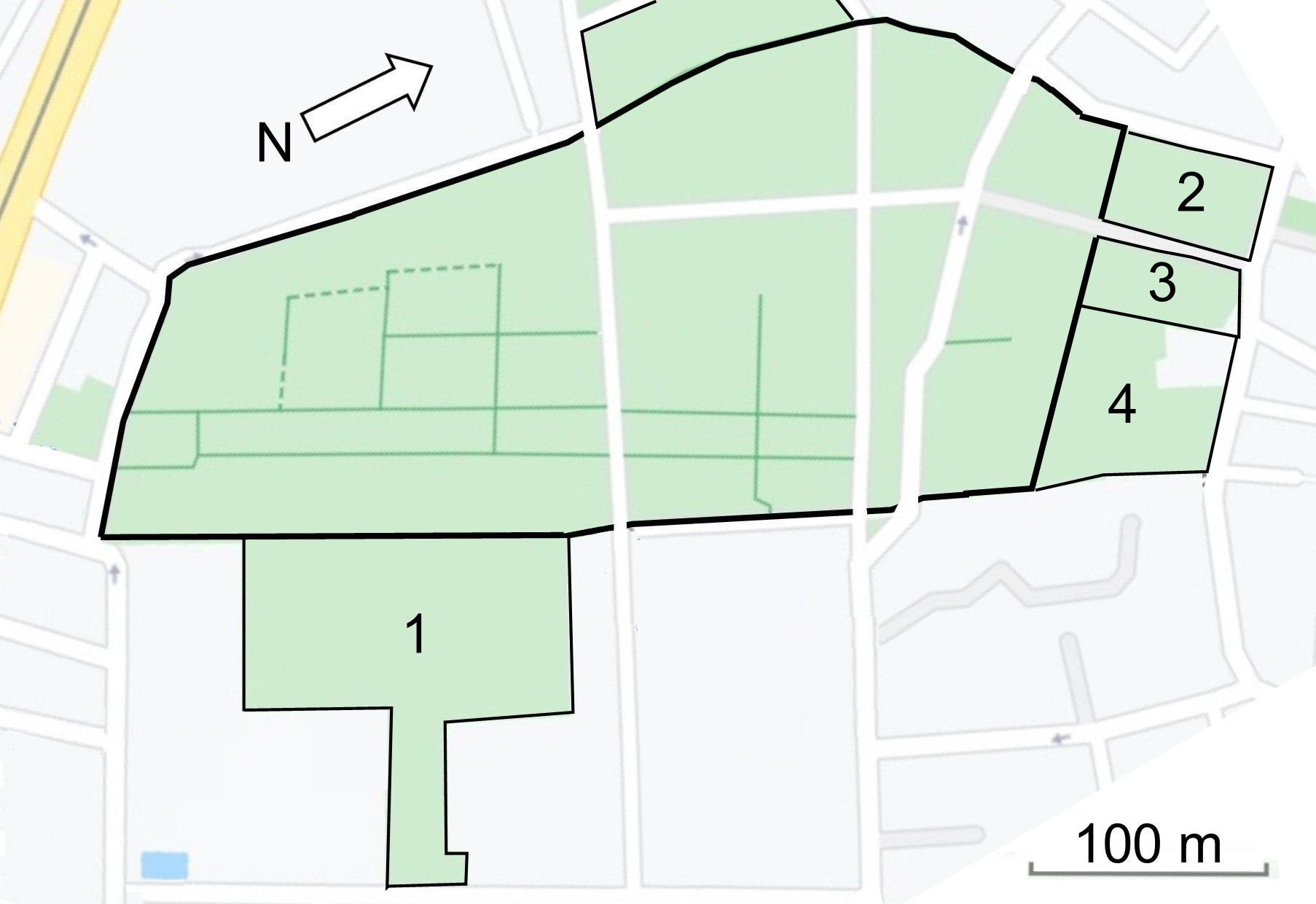
Friedhof Somei Plan (s. Text)

Der Friedhof Somei (japanisch 染井霊園, Somei reien, umgangssprachlich 染井墓地, Somei bochi) ist ein großer alter Friedhof in Komagome im heutigen Bezirk Toshima von Tokio in Tokio.

## Zum Friedhof
Der Friedhof Somei wurde am 1. September 1874 in Erweiterung einer früheren Begräbnisstätte in einem Dorf im damaligen Landkreis Toshima eröffnet. 1889 kam der Friedhof unter Verwaltung der neuen Stadt Tokio, obwohl die Gegend erst 1932 in die Stadt Tokio eingemeindet wurde. Im Zweiten Weltkrieg wurde die Stadt wieder abgeschafft und die Verwaltung fiel somit an die Präfekturregierung von Tokio. Er ist mit ca. 7 Hektar der kleinste Friedhof in der Metropole, aber bekannt für seine alten Kirschbäume. Seit 1962 kann man keine Grabstätten mehr pachten, so dass der Friedhof zunehmend den Charakter einer öffentlichen Grünanlage bekommt. 
Auf der Südostseite schließt sich das 100 × 200 m große Gelände (1 im Plan) mit den Gräbern des Mitsubishi-Gründers Iwasaki Yatarō und seinen Nachkommen an. An der Nordostseite grenzen die Tempel Shōrin-ji (勝林寺; 2), Renge-ji (蓮華寺; 3) und Senshu-in (専修院; 4) an den Friedhof.

## Bekannte Japaner
- Aeba Kōson (1855–1922), Schriftsteller und Theaterkritiker der Meiji-Zeit
- Fukuda Hideko (1865–1927), Frauenrechtlerin während der Meiji- und Taishō-Zeit
- Fukuoka Takachika (1835–1919), Staatsmann im Kaiserreich Japan
- Futabatei Shimei (1864–1909), Schriftsteller
- Hamao Arata (1849–1925), Kulturpolitiker
- Hatano Seiichi (1877–1950), Religionsphilosoph
- Takamine Hideo (1854–1910), Pädagoge
- Hijikata Yoshi (1898–1959), Theaterleiter
- Ishikawa Ichirō (1885–1970), Manager und Wirtschaftsfachmann
- Itō Michio (1893–1961), Tänzer und Choreograph
- Iwamoto Yoshiharu (1863–1942), Journalist, Literaturkritiker und Erzieher
- Kabayama Sukenori (1837–1922), Generalmajor des Kaiserlich Japanischen Heeres, Admiral der Kaiserlich Japanischen Marine sowie Politiker
- Katsunuma Seizō (1886–1963), Mediziner
- Kuga Katsunan (1857–1907), Journalist
- Matsuura Takeshirō (1818–1888), Reisender, Kartograph, Schriftsteller, Sammler und Künstler
- Mikami Sanji (1865–1939), Historiker
- Miyatake Gaikotsu (1867–1955), Journalist und Medienhistoriker
- Mizuhara Shūōshi (1892–1981), Arzt und Haiku-Dichter
- Okakura Kakuzō (1862–1913), Kunstwissenschaftler und -förderer
- Shidehara Kijūrō (1872–1951), Diplomat und Politiker
- Shimojō Yasumaro (1885–1966), Politiker
- Shimooka Renjō (1823–1914), Fotograf
- Shimose Masachika (1860–1911), Chemiker
- Suehiro Izutarō (1888–1951), Jurist
- Takada Sanae (1860–1938), Pädagoge und Politiker
- Takamura Chieko (1886–1938), Malerin und Dichterin
- Takamura Kōtarō (1883–1956), Bildhauer, Lyriker und Essayist
- Takamura Kōun (1852–1934), Bildhauer
- Tsuboi Shōgorō (1863–1913), Archäologe und Begründer der japanischen Ethnologie
- Wakamatsu Shizuko (1864–1896), Übersetzerin, Lehrerin und Schriftstellerin
- Wakatsuki Reijirō (1866–1949), Politiker
- Yamada Bimyō (1868–1910), Schriftsteller, Dichter und Literaturkritiker
- Yūki Somei (1875–1957), Maler